# Cronk-Inseln
Die Cronk-Inseln (englisch Cronk Islands) sind eine Inselgruppe vor der Budd-Küste des ostantarktischen Wilkesland. Im Archipel der Windmill-Inseln liegen sie nordöstlich der Insel Hollin Island.
Erstmals kartiert wurden sie anhand von Luftaufnahmen, die bei der Operation Highjump (1946–1947) und bei der Operation Windmill (1947–1948) entstanden. Das Advisory Committee on Antarctic Names benannte sie nach dem US-amerikanischen Glaziologen Caspar Cronk (* 1935), der 1958 auf der Wilkes-Station tätig war.